# John Peter Nilsson
John Peter Nilsson, född 4 november 1957 i Tollarp, är en svensk konstvetare.
John Peter Nilsson har studerat konstvetenskap, litteraturvetenskap och statskunskap på Lunds universitet. Han var verksamhetsledare på Krognoshuset 1982-1985 och konstkritiker i Aftonbladet 1986-2004, samt i Kulturnytt i Sveriges Radio P1 1986-1992. Han var redaktör för konsttidskriften Siksi: The Nordic Art Review 1986-1996, därefter chefredaktör 1996–99, och sedan chefredaktör (tillsammans med Sara Arrhenius) för konsttidskriften Nu: The Nordic Art Review 1999-2002. 1999 var han kurator för den nordiska paviljongen vid Venedigbiennalen med konstnärerna Eija-Liisa Ahtila, Annika von Hausswolff och Knut Åsdam samt mellan 1992 - 2004 frilanscurator för utställningar med huvudsakligen nordisk konst i bl a Aten, Siena, Wien, London, Vilnius och Düisburg. Han har också ett förflutet som vice ordförande i Svenska Konstkritikersamfundet samt i internationella AICA.
2004 blev han intendent på Moderna Museet i Stockholm. Han var 2012 – 2016 chef för Moderna Museet Malmö. På Moderna Museet har han bl a curerat Modernautställningen 2006, Olle Baertling – En modern klassiker och Dalí Dalí med Francesco Vezzoli på museet i Stockholm samt SUPERSURREALISMEN i Malmö och Nils Dardel och den moderna tiden och Warhol 1968 som visades både i Stockholm och i Malmö. Sedan 2017 har han varit kommunikativ museistrateg på Moderna Museet i Stockholm.
2022 var han med och sammanställde utställningen När postmodernismen kom till stan på Konstakademien i Stockholm.
Samlade texter av honom finns att läsa på johnpeternilsson.com